# Куликовский сельсовет (Алтайский край)
Куликовский сельсовет — упразднённое муниципальное образование со статусом сельского поселения и административно-территориальное образование в Ребрихинском районе Алтайского края России. Административный центр — село Куликово.

## История
Законом Алтайского края от 3 апреля 2015 года № 23-ЗС, муниципальные образования Куликовский, Ребрихинский и Шумилихинский сельсоветы преобразованы путём их объединения в муниципальное образование Ребрихинский сельсовет с административным центром в селе Ребриха.

## Демография
По результатам Всероссийской переписи населения 2010 года, численность населения муниципального образования составила 371 человек, в том числе 171 мужчина и 200 женщин. Оценка Росстата на 1 января 2012 года — 336 человек.

## Населённые пункты
В состав сельского поселения входит один населённый пункт — село Куликово.